# Ryszard Horowitz
Ryszard Horowitz (ur. 5 maja 1939 w Krakowie) – polski fotografik tworzący w Stanach Zjednoczonych, prekursor komputerowego przetwarzania fotografii, współzałożyciel amerykańskiego Stowarzyszenia Fotografików Reklamowych APA.

## Życiorys
Syn Dawida i Reginy Horowitzów, brat Bronisławy Horowitz-Karakulskiej. W czasie II wojny światowej wraz z rodziną pochodzenia żydowskiego został osiedlony w getcie krakowskim, następnie więziony w obozach koncentracyjnych. Ocalał z niemieckiego obozu koncentracyjnego Auschwitz-Birkenau, będąc jednym z najmłodszych, którzy go przeżyli, i najmłodszą z ponad tysiąca osób uratowanych dzięki staraniom Oskara Schindlera. Po wojnie został odnaleziony przez matkę, która rozpoznała go na jednym z kadrów wyświetlanego w Krakowie filmu nakręconego przez radzieckich operatorów frontowych.
Ryszard Horowitz ukończył krakowskie Państwowe Liceum Sztuk Plastycznych. Studiował w Akademii Sztuk Pięknych im. Jana Matejki w Krakowie. W 1959 wyjechał do Nowego Jorku. W Stanach Zjednoczonych kształcił się w Pratt Institute. Był asystentem Richarda Avedona, pracował z różnymi agencjami, m.in. jako dyrektor artystyczny Grey Advertising. W 1967 założył własną agencję fotograficzną, specjalizując się w fotografii reklamowej i wydawniczej.
W 2010 był członkiem komitetu poparcia Bronisława Komorowskiego przed wyborami prezydenckimi.
W 2021 powstał film dokumentalny Polański, Horowitz. Hometown w reżyserii Mateusza Kudły i Anny Kokoszki-Romer, opowiadający o dzieciństwie i młodości Ryszarda Horowitza oraz jego przyjaciela Romana Polańskiego, którego poznał w krakowskim getcie.

## Odznaczenia i wyróżnienia
Ordery i odznaczenia
- Krzyż Komandorski z Gwiazdą Orderu Odrodzenia Polski (za wybitne zasługi dla polskiej kultury, za osiągnięcia w pracy artystycznej, 2014)[8][9]
- Krzyż Oficerski Orderu Zasługi Rzeczypospolitej Polskiej (1996)[10]
- Złoty Medal „Zasłużony Kulturze Gloria Artis” (2008)[11]

Nagrody i wyróżnienia
- 1970: złoty medal przyznany przez Art Directors Club of New York[12]
- 1973: doroczna nagroda Philadelphia Art Directors Club[12]
- 1982: Golden Cadillac Award (Detroit) – najlepsza kampania reklamowa samochodu roku[1]
- 1983: tytuł „amerykańskiego fotografa roku” w ogólnonarodowej ankiecie magazynu „Adweec”[1]
- 1991: nagroda American Photographic Artists (APA)[1]
- 2010: tytuł doktora honoris causa Akademii Sztuk Pięknych w Warszawie[13]
- 2012: tytuł doktora honoris causa Akademii Sztuk Pięknych im. Eugeniusza Gepperta we Wrocławiu[14]
- 2013: tytuł członka honorowego Stowarzyszenia Autorów ZAiKS[15]
- 2014: tytuł honorowego obywatela Krakowa[16]
- 2018: Nagroda 100-lecia ZAiKS-u[15]